# 叶连松
叶连松（1935年3月4日—），山东莱阳人，中华人民共和国政治人物，现居河北省石家庄市。

## 生平
就读于大连工学院机械系船舶内燃机专业，后转入上海交通大学船舶动力机械系船舶内燃机及动力装置专业，此后担任机械系教师。1973年，担任河北省石家庄市柴油机厂副厂长、总工程师。1980年，升任河北省石家庄市副市长。1983年，升任中共河北省委常委；1985年，任副省长。1998年，当选为省长、省委书记。